# Presidentvalet i USA 1816
Presidentvalet i USA 1816 hölls mellan den 1 november och den 4 december 1816. Demokrat-republikanen James Monroe vann valet över Rufus King med 183 röster mot 34. Segern var inte oväntad då James Monroe var tippad av Thomas Jefferson och den avgående James Madison.

## Resultat
| Presidentkandidat | Parti                             | Röster  | Röster | Elektorsröster |
| Presidentkandidat | Parti                             | Antal   | Andel  | Elektorsröster |
| ----------------- | --------------------------------- | ------- | ------ | -------------- |
| James Monroe      | Demokratisk-republikanska partiet | 76 592  | 68,2 % | 183            |
| Rufus King        | Federalistiska partiet            | 34 740  | 30,9 % | 34             |
| Övriga            | -                                 | 1 038   | 0,9 %  | 0              |
| Totalt            | Totalt                            | 112 370 | 100 %  | 217            |